# XXx (Filmreihe)
xXx (Triple X ausgesprochen) ist eine US-amerikanische Spionage-Actionfilmreihe von Rich Wilkes. Sie besteht aus den drei Filmen xXx – Triple X (2002), xXx 2 – The Next Level (2005) und xXx: Die Rückkehr des Xander Cage (2017) und dem Kurzfilm The Final Chapter: The Death of Xander Cage (2005). Die Reihe hat weltweit über 694 Millionen US-Dollar eingespielt.

## Überblick
| Film                              | Veröffentlichungsdatum (Deutschland) | Regie        | Drehbuch         | Geschichte       | Produktion                                                 |
| --------------------------------- | ------------------------------------ | ------------ | ---------------- | ---------------- | ---------------------------------------------------------- |
| xXx – Triple X                    | 17. Oktober 2002                     | Rob Cohen    | Rich Wilkes      | Rich Wilkes      | Neal H. Moritz & Arne Schmidt 1                            |
| xXx 2 – The Next Level            | 28. April 2005                       | Lee Tamahori | Simon Kinberg    | Simon Kinberg    | Neal H. Moritz & Arne Schmidt 1                            |
| xXx: Die Rückkehr des Xander Cage | 19. Januar 2017                      | D. J. Caruso | F. Scott Frazier | F. Scott Frazier | Vin Diesel, Jeff Kirschenbaum, Joe Roth & Samantha Vincent |
| xXx 4 (Arbeitstitel)              | Unbekannt                            | D. J. Caruso | Derek Haas       | Derek Haas       | Vin Diesel, Jeff Kirschenbaum, Joe Roth & Samantha Vincent |

## Filme

### xXx – Triple X(2002)
Der Film wurde am 9. August 2002, mit den Stars Vin Diesel als Xander Cage, ein Nervenkitzel suchender Extremsportler, Stuntman und rebellischer Athlet, der zum widerstrebenden Spion für die National Security Agency wurde, der auf eine gefährliche Mission geschickt wird, um eine Gruppe potenzieller russischer Terroristen in Mitteleuropa zu infiltrieren. Weitere Stars: Asia Argento, Marton Csokas und Samuel L. Jackson. Regie führte Rob Cohen, der zuvor bei The Fast and the Furious (2001) dirigierte, in dem Diesel ebenfalls mitspielte.

### xXx 2 – The Next Level(2005)
Der Film wurde am 29. April 2005 veröffentlicht, in dem Ice Cube als Darius Stone spielt, ein neuer Agent im Triple X-Programm, der nach Washington, DC geschickt wird, um einen Machtkampf zwischen den nationalen Führern zu entschärfen.

### xXx: Die Rückkehr des Xander Cage(2017)
Der Film wurde am 20. Januar 2017 veröffentlicht und enthält die Rückkehr von Diesel als Xander Cage, der aus dem selbst auferlegten Exil kommt, für lange tot gehalten wurde und in einem Rennen auf Kollisionskurs mit dem tödlichen Alpha-Krieger und seinem Team gesetzt wird um eine finstere und scheinbar unaufhaltsame Waffe zu bergen, die als Büchse der Pandora bekannt ist. Xander rekrutiert eine völlig neue Gruppe von Nervenkitzel suchenden Kohorten und findet sich selbst in eine tödliche Verschwörung verstrickt, die auf geheime Absprachen auf den höchsten Ebenen der Weltregierungen hindeutet.

### xXx 4(TBA)
Im September 2018 wurde bekannt gegeben, dass ein vierter Film in Entwicklung ist. Das Projekt wird eine Joint-Venture-Produktion mit The H Collective und iQiyi sein, nachdem die ehemaligen Franchise-Rechte von Revolution Studios erworben wurden. Es wurde angenommen, dass D. J. Caruso als Regisseur zurückkehren wird, während Vin Diesel seine Rolle als Xander Cage wieder übernehmen wird. Die Produktion sollte Anfang 2019 beginnen. Im November 2018 traten Jay Chou und Zoe Zhang der Besetzung bei. Der japanische Rockstar und Musiker Yoshiki wird als Komponist des Films fungieren.

## Kurzfilm

### The Final Chapter: The Death of Xander Cage(2005)
Auf der Director’s-Cut-DVD des ersten Films von 2005 ist ein vierminütiger Kurzfilm mit dem Titel The Final Chapter: The Death of Xander Cage enthalten, der als Prequel zu XXX: State of the Union dient, indem er den angeblichen Tod von Xander Cage vor den Ereignissen dieses Films beschreibt.
In dem Kurzfilm wird Xander von Vin Diesels Stuntdouble Khristian Lupo (der nie sein Gesicht zeigt oder spricht) gespielt, während er einige von Diesel gesprochene Archivzeilen wiederverwendet. Er zeigt auch Leila Arcieri als Jordan King aus dem ersten Film und John G. Connolly als Lt. Colonel Alabama „Bama“ Cobb, einen der Bösewichte aus xXx: State of the Union, der Deckerts rechte Hand ist, als Mann hinter dem Angriff auf Xander.
Die Sequenz beginnt damit, dass Xander mit Jordan King in einem Auto fährt und neben seinem Wohnhaus hält. King macht ihm sexuelle Annäherungsversuche und sie werden intim. Plötzlich hören sie ein Geräusch und Xander geht, um es zu überprüfen. Cobbs Männer tauchen auf und entführen King. Sie legen eine Bombe in das Gebäude und lassen ihren Mantel auf die Stufen fallen, um Xander zu Tode zu bringen. Nachdem er einen Obdachlosen konfrontiert hat, kehrt Xander zum Gebäude zurück. Er nimmt den Köder, den Cobb und seine Handlanger zurückgelassen haben, und wird anscheinend von einer riesigen Explosion in Stücke gerissen. Sein typischer Mantel überlebt die Explosion. Cobb taucht auf und hebt ein Stück verbrannte Haut von Xanders Hals auf, auf dem sich das Triple-X-Tattoo befindet. Er sagt: „Armer Xander, du hattest nie viel zwischen den Ohren.“ Seine Männer holen ihn ab und fahren mit ihrem Auto davon. Cobbs Motive, Xander zu töten, sind offensichtlich; er will nicht, dass er sich in Deckerts Pläne einmischt. „Feuer Frei“ von Rammstein läuft während der Sequenz im Hintergrund.

## Besetzung
| Charaktere                              | Filme                | Filme                           | Filme                             | Filme      | Kurzfilm                                    |
| Charaktere                              | xXx – Triple X       | xXx 2 – The Next Level          | xXx: Die Rückkehr des Xander Cage | xXx 4      | The Final Chapter: The Death of Xander Cage |
| Charaktere                              | 2002                 | 2005                            | 2017                              | TBA        | 2005                                        |
| --------------------------------------- | -------------------- | ------------------------------- | --------------------------------- | ---------- | ------------------------------------------- |
| Xander Cage                             | Vin Diesel           |                                 | Vin Diesel                        | Vin Diesel | Khristian Lupo                              |
| Xander Cage                             | Vin Diesel           | Vin Diesel (archive recordings) | Vin Diesel                        | Vin Diesel |                                             |
| NSA Agent Augustus Eugene Gibbons       | Samuel L. Jackson    | Samuel L. Jackson               | Samuel L. Jackson                 |            |                                             |
| Darius Stone                            |                      | Ice Cube                        |                                   |            |                                             |
| Toby Lee Shavers                        | Michael Roof         | Michael Roof                    |                                   |            |                                             |
| Jordan King                             | Leila Arcieri        |                                 |                                   |            | Leila Arcieri                               |
| Alabama „Bama“ Cobb                     |                      | John G. Connolly                |                                   |            | John G. Connolly                            |
| Yorgi                                   | Martin Csokas        |                                 |                                   |            |                                             |
| Yelena                                  | Asia Argento         |                                 |                                   |            |                                             |
| Milan Sova                              | Richy Müller         |                                 |                                   |            |                                             |
| Kirill                                  | Werner Daehn         |                                 |                                   |            |                                             |
| Kolya                                   | Petr Jákl            |                                 |                                   |            |                                             |
| Viktor                                  | Jan Pavel Filipensky |                                 |                                   |            |                                             |
| California State Senator Dick Hotchkiss | Tom Everett          |                                 |                                   |            |                                             |
| El Jefe                                 | Danny Trejo          |                                 |                                   |            |                                             |
| NSA Agent Jim McGrath                   | Thomas Ian Griffith  |                                 |                                   |            |                                             |
| J.J.                                    | Eve                  |                                 |                                   |            |                                             |
| NSA Agent Roger Donnan                  | William Hope         |                                 |                                   |            |                                             |
| Ivan Pedgrag                            | Radek Tomecka        |                                 |                                   |            |                                             |
| Ivan Podrov                             | Martin Hub           |                                 |                                   |            |                                             |
| General George Deckert                  |                      | Willem Dafoe                    |                                   |            |                                             |
| NSA Agent Kyle Christopher Steele       |                      | Scott Speedman                  |                                   |            |                                             |
| U.S. Präsident James Sanford            |                      | Peter Strauss                   |                                   |            |                                             |
| Zeke                                    |                      | Xzibit                          |                                   |            |                                             |
| Charlie Mayweather                      |                      | Sunny Mabrey                    |                                   |            |                                             |
| Lola Jackson                            |                      | Nona Gaye                       |                                   |            |                                             |
| NSA Agent Meadows                       |                      | Ramon De Ocampo                 |                                   |            |                                             |
| Xiang XXX                               |                      |                                 | Donnie Yen                        |            |                                             |
| Serena Unger XXX                        |                      |                                 | Deepika Padukone                  |            |                                             |
| Becky Clearidge                         |                      |                                 | Nina Dobrev                       |            |                                             |
| Adele Wolff                             |                      |                                 | Ruby Rose                         |            |                                             |
| Talon                                   |                      |                                 | Tony Jaa                          |            |                                             |
| Jane Marke                              |                      |                                 | Toni Collette                     |            |                                             |
| Harvard „Nicks“ Zhou                    |                      |                                 | Kris Wu                           |            |                                             |
| Tennyson „Torch“                        |                      |                                 | Rory McCann                       |            |                                             |
| CIA-Direktor Anderson                   |                      |                                 | Al Sapienza                       |            |                                             |
| Gina Roff                               |                      |                                 | Ariadna Gutiérrez                 |            |                                             |
| Hawk                                    |                      |                                 | Michael Bisping                   |            |                                             |
| Ainsley                                 |                      |                                 | Hermione Corfield                 |            |                                             |
| Red Erik                                |                      |                                 | Andrey Ivchenko                   |            |                                             |
| Neymar Jr.                              |                      |                                 | Neymar                            |            |                                             |

## Rezeption

### Einspielergebnisse
| Film                              | Einspielergebnisse in US-Dollar | Einspielergebnisse in US-Dollar | Einspielergebnisse in US-Dollar | Budget        | Quelle |
| Film                              | Nordamerika                     | Deutschland                     | Weltweit                        | Budget        | Quelle |
| --------------------------------- | ------------------------------- | ------------------------------- | ------------------------------- | ------------- | ------ |
| xXx – Triple X                    | 142.109.382                     | 13.350.421                      | 277.448.382                     | 70 Millionen  | [ 6 ]  |
| xXx 2 – The Next Level            | 26.873.932                      | 3.511.561                       | 71.410.636                      | 60 Millionen  | [ 7 ]  |
| xXx: Die Rückkehr des Xander Cage | 44.898.413                      | 7.078.590                       | 346.118.277                     | 85 Millionen  | [ 8 ]  |
| Gesamt:                           | 213.881.727                     | 23.940.572                      | 694.977.295                     | 215 Millionen | [ 9 ]  |

### Kritiken
Der erste Film erhielt gemischte Kritiken von Kritikern. Roger Ebert nannte es „so gut wie einen James-Bond-Film“. Adam Smith vom Empire Magazine nannte den Film „sporadisch unterhaltsam, aber ernsthaft behindert durch ein sehr abgehacktes Drehbuch“ und bewertete ihn mit drei von fünf Sternen. Der Film wurde für einen Razzie Award in der Kategorie Most Flatulent Teen-Targeted Movie nominiert, verlor aber gegen Jackass: The Movie.
Der zweite Film der Reihe wurde von Kritikern verrissen, Boo Allen vom Denton Record Chronicle nannte ihn „einen molligen, mürrischen, unverständlichen Actionhelden“. Brian Orndorf von FilmJerk.com verglich das Anschauen des Films damit, „kopfüber mit Höchstgeschwindigkeit gegen eine Mauer zu rennen“. David Hiltbrand vom Philadelphia Inquirer sagte, „die Handlung schwankt zwischen erbärmlich unplausibel und aggressiv dumm“. Einige Kritiker mochten den Film. Owen Gleiberman von Entertainment Weekly nannte es „diesen seltenen B-Movie, der in Bauchgefühlen von Macht und Vergeltung wurzelt“. Paul Arendt von der BBC sagte: „Unter seinen eigenen trashigen Begriffen betrachtet, ist es brillant gelungen“.
Der dritte Film erhielt wie der erste gemischte Kritiken von Kritikern. Dan Jolin vom Empire-Magazin sagte: „Wir haben all diese Stunts schon einmal gesehen und gesehen, wie sie besser gemacht wurden, aber hier gibt es ein gewisses Vergnügen – auch wenn es von der extrem schuldigen Art ist.“ und bewertete es mit drei von fünf Sterne. Andrew Lapin von Uproxx gab dem Film eine negative Bewertung und sagte: „Es gibt ein intellektuelles Argument, das zugunsten des Fast & Furious-Franchise vorgebracht werden muss, das verschiedene Besetzungen, Opernhandlungsstränge und Cartoon-Versatzstücke aufweist, die oft aussehen, als hätte ein Kind sie zusammengebaut aus den Hot-Wheels-Sets. xXx strebt eine viel niedrigere Messlatte an, strebt nur danach, marktfähig zu sein, nicht erfinderisch. Die Serie ist nicht mehr daran interessiert, James Bond nachzuäffen, da ihr ein anständiges Gadget oder ein Superschurke fehlt und oft die Kumpel hervorhebt auf Kosten von Xander selbst.“
| Film                       | Rotten Tomatoes        | Metacritic          | CinemaScore |
| -------------------------- | ---------------------- | ------------------- | ----------- |
| xXx – Triple X             | 48 % (179 Bewertungen) | 48 (33 Bewertungen) | A−          |
| xXx 2 – The Next Level     | 17 % (137 Bewertungen) | 37 (31 Bewertungen) | B+          |
| XXX: Return of Xander Cage | 45 % (140 Bewertungen) | 42 (25 Bewertungen) | A–          |

## Videospiele
Ein Videospiel mit Xander Cage wurde von Game Boy Advance entwickelt, veröffentlicht in Nordamerika und Europa im Jahr 2002. Dieses Spiel bekam eine Bewertung E statt M.